# Punta Albornoz
Punta Albornoz (in Chile Punta Leiva) ist eine Landspitze an der Lassiter-Küste des Palmerlands auf der Antarktischen Halbinsel. Sie bildet unweit des Kap Deacon den südwestlichen Ausläufer der Kemp-Halbinsel.
Argentinische Wissenschaftler benannten sie 1975. Namensgeber ist der argentinische Pilot Ángel C. Albornoz, der bei einem Flugzeugabsturz am 26. Dezember 1917 ums Leben gekommen war. Namensgeber der chilenischen Benennung ist José Leiva Chacón, Besatzungsmitglied der Yelcho bei der 1916 durchgeführten Rettung der auf Elephant Island gestrandeten Teilnehmer der Endurance-Expedition (1914–1917) des britischen Polarforschers Ernest Shackleton.